# Сан-Андрес-де-Хілес (округ)
Округ Сан-Андрес-де-Хілес (ісп. San Andrés de Giles) — адміністративно-територіальна одиниця 2-ого рівня у провінції Буенос-Айрес в центральній Аргентині. Адміністративний центр округу — Сан-Андрес-де-Хілес (ісп. San Andrés de Giles).
Населення округу становить 23027 осіб (2010). Площа — 1132 кв. км.

## Історія
Округ заснований у 1832 році.

## Населення
У 2010 році населення становило 23027 осіб. З них чоловіків — 11509, жінок — 11518.

## Політика
Округ належить до 2-ого виборчого сектору провінції Буенос-Айрес.